# Cyclamen coum
Cyclamen coum Mill., 1768 è una pianta erbacea della famiglia Primulaceae, originaria dell'Europa sud orientale e dell'Asia minore.

## Descrizione
È una specie rustica con foglie ovato – cordate, variegate in argento e con il lembo inferiore rosso scuro. L'altezza delle piante è di 7– 8 cm. I fiori sbocciano da dicembre a marzo e sono di colore variabile, grandi fino a 2 cm.

## Distribuzione e habitat
L'areale di questa specie si estende dalle coste del Mar Nero al Medio Oriente. In Europa la sua presenza è limitata alla Bulgaria, all'Ucraina e alla Crimea.